# Я, бабуся, Іліко та Іларіон (роман)
Я, бабуся, Іліко та Іларіон (груз. მე, ბებია, ილიკო და ილარიონი) — перший роман, написаний Нодаром Думбадзе в 1960 році. Події продовжуються десять років. Про них розповідає сирота Зуріко (у назві роману - "я"), який живе з бабусею Ольгою у грузинському селі.

## Тема та ідея
Тема: Історія життя хлопчика в грузинському селі у товаристві мудрої бабусі Ольги та  дотепних і люблячих сусідів Іліко та Іларіона.
Основна думка роману: Незважаючи на війну та голод, герої залишаються добрими, ніколи не втрачають почуття гумору.

## Сюжет
Події починаються в 1940 році, коли Зуріко навчається у шостому класі, і тривають до 1950 року, коли Зуріко закінчує університет.   
- Експозиція. Грузинська село в Гурії, в якому залишилося малі діти і дідусі та бабусі. Хлопчик Зуріко живе з бабусею і навчається у 6 класі.
- Зав'язка.  Зуріко дружить з двома старими сусідами, Іліко і Іларіоном, погано вчиться, потрапляє різні історії і отримує за це від бабусі. Вимушений бути єдиним чоловіком в сім'ї.
- Розвиток подій.

Зима 1941-1942. У селі збирають подарунки для червоноармійців. Іліко віддає бурку, Іларіон - чоботи, а бабуся в'яже шкарпетки з вовни.
Зуріко закоханий в однокласницю Мері. Він пише перший вірш та свій перший любовний лист. Через непорозуміння Мері віддає його бабусі як записку від вчителя Зуріко.
Весною 1945 року Зуріко закінчує школу, отримує атестат із одними трійками і їде в Тбілісі вступати до університету.
Зуріко вчиться на економічному факультеті в університеті, знімає кімнату у тітки Марти. Він живе без прописки і управдом Доментій веде його в міліцію.
- Кульмінація.  Однокурсниця Ціран закохується  в Зуріко і освідчується в коханні. Зуріко залишається вірним своїй дівчині.

- Розв'язка. Зуріко отримує вищу освіту і повертається в рідне село. Бо "на всю Гурію1 немає села, кращого і веселішого за моє, і я люблю його більше за всі на світі села, бо де ще знайдеш село, в якому жили б я, моя бабуся, Іларіон, Іліко". У його планах одруження з Мері і народження дванадцяти дітей. У день його приїзду помирає бабуся Ольга.

## Персонажі
- 'Зуріко'  (Зураб Вашаломідзе) - грузинський хлопчик. На початку роману він вчиться у шостому класі. Він - сирота, живе з бабусею, багато спілкується з її сусідами, старими Іліко і Іларіоном. Зурико не бажає вчитися, бабуся називає його пройдисвітом. Хлопець підростає, закохується, зворушливий і вірний у почуттях.
- 'Бабуся Ольга'  - бабуся Зуріко, мудра жінка, по-грузинськи гамірна. Вона зображена, як центр світобудови.

Бабуся Ольга - центр світобудови з його життєвою мудрістю і великої стійкістю. Маяк. Зосередження любові.
мудрість жіноча. Бабуся Зурико - по-грузинськи галаслива. І любити вміє так само. У ній любові стільки, скільки води в океані.
- 'Іліко'  (Іліко Чігогідзе) - сусід Зуріко
- 'Іларіон'  (Іларіон Шеварднадзе) - сусід Зуріко.

Іліко та Іларіон -  грузини, гострі на язик, люблять пожартувати чи навіть розіграти один одного. Час від часу герої бурхливо й емоційно проклинають один одного Водночас вони мудрі і добрі, у них справді золоте серце. Іліко та Іларіон завжди готові прийти на допомогу, скажімо, вони готові віддати останнє, пожертвувати хлопчикові-сусідові мішок борошна в голодний військовий час.
- 'Мері Сіхарулідзе' - однокласниця Зуріко, сусідська дівчинка, перше кохання Зуріко.
- 'Ціран' , голубоока дівчина, з якою Зуріко вчиться в Тбілісі.

## Роман в інших видах мистецтва
- У 1963 році на екрани вийшов однойменний фільм, знятий за цим романом на кіностудії «Грузія-фільм» режисером Тенгізом Абуладзе

- За романом поставлена вистава в театрі імені Моссовета [5], де роль Іліко грали Сергій Юрський і Олександр Леньков, а Бабусю - Ольга Остроумова; а також в Московському ТЮГу, де Бабусю грала Лія Ахеджакова (в 1973 році).